# رازاک بیشیکیف
رازاک بیشیکیف (به قرقیزی: Раззак Бейшекеев،  زادهٔ ۱۹ ژوئن ۲۰۰۴) یک کشتی‌گیر فرنگی‌کار اهل کشور قرقیزستان است.
از افتخارات وی می‌توان به کسب مدال برنز بازی‌های آسیایی ۲۰۲۲ اشاره کرد.